# Goldene Woche (Japan)
Die Goldene Woche (jap. ゴールデンウィーク, Gōruden Wīku, kurz: GW), auch Ōgon Shūkan (黄金週間, dt. „goldene Woche“) oder Ōgata Renkyū (大型連休, dt. „große Feiertagsserie“), ist in Japan neben O-Bon und Neujahr ein wichtiger Bestandteil des Ferienkalenders.
Die meisten Arbeitnehmer versuchen, die Tage zwischen den Feiertagen und den Wochenenden frei zu bekommen, viele Unternehmen schließen auch ein oder mehrere verbleibende Werktage ganz. Die Goldene Woche liegt in der beliebtesten Jahreszeit mit zuverlässig gutem Wetter und sehr angenehmen, aber noch nicht zu hohen Temperaturen, die eine große Vielfalt an Aktivitäten zulässt.
Die in Japan sehr saisonabhängigen Preise für Flüge und auch Hotels in typischen Urlaubsgebieten erreichen zur Goldenen Woche allgemein ein Zwischenhoch, in manchen Fällen auch einen Jahreshöchstwert. Flüge und Hotels werden zum Teil Jahre im Voraus gebucht.
Die japanischen Feiertage sind:
- der 29. April: seit 2007 Shōwa no Hi (昭和の日, dt. „Shōwa-Tag“), ehemals Midori no hi (みどりの日, „Grüner Tag“),
- der 3. Mai Kenpō Kinen-bi (憲法記念日, „Verfassungsgedenktag“),
- der 4. Mai: seit 2007 Midori no Hi („Tag des Grünens“), ehemals ein kokumin no kyūjitsu (国民の休日, „Volksfeiertag“), das heißt ein Tag der zwischen zwei Feiertage fällt und damit auch zum Feiertag wird, und
- der 5. Mai: Kodomo no Hi (こどもの日, „Kindertag“).

Zu beachten ist, dass der 6. Mai auch zu einem Feiertag werden kann, da in Japan ein Feiertag, der auf einen Sonntag fällt, am nächstfolgenden Werktag nachgeholt wird. Im Jahr 2009 war dies der Kempō Kinen-bi am Sonntag, den 3. Mai, so dass der Mittwoch, 6. Mai, ebenfalls noch zur Goldenen Woche gehört.
Analog dazu wird auch der 30. April zum Feiertag, wenn – wie im Jahr 2012 – der 29. April auf einen Sonntag fällt.
Im Jahr 2019 war durch die Amtsübergabe des bisherigen Tennō Akihito an den neuen Kaiser Naruhito auch der 1. Mai ein nationaler Feiertag. Mit den in Japan üblichen Brückentagsregelungen wurden auch der 30. April Heisei 31 und der 2. Mai Reiwa gannen „Volksfeiertage“ der sich über 10 Tage erstreckenden Goldenen Woche dieser Zeitenwende.